# Божурово (Добрицька область)
Божу́рово (болг. Божурово) — село в Добрицькій області Болгарії. Входить до складу общини Добричка.

## Населення
За даними перепису населення 2011 року у селі проживали 876 осіб.
Національний склад населення села:
| Національність   | Кількість осіб | Відсоток |
| ---------------- | -------------- | -------- |
| турки            | 412            | 47,0%    |
| болгари          | 301            | 34,4%    |
| цигани           | 153            | 17,5%    |
| Всього відповіли | 876            |          |

Розподіл населення за віком у 2011 році:
Динаміка населення: